# Paramasaris brasiliensis
Paramasaris brasiliensis är en stekelart som beskrevs av Giordani Soika 1974. Paramasaris brasiliensis ingår i släktet Paramasaris och familjen Masaridae. Inga underarter finns listade i Catalogue of Life.